# Ophrys waldmanniana
Ophrys waldmanniana är en orkidéart som beskrevs av Sóo. Ophrys waldmanniana ingår i ofryssläktet, och familjen orkidéer.
Artens utbredningsområde är Grekland. Inga underarter finns listade i Catalogue of Life.